# تیم ملی فوتبال عربستان سعودی
تیم ملی فوتبال عربستان (به عربى: منتخب السعودية لكرة القدم) نمایندهٔ عربستان در مسابقات بین‌المللی فوتبال است که زیر نظر فدراسیون فوتبال این کشور فعالیت می‌کند. آن‌ها به دلیل استفاده از رنگ‌های سنتی سبز و سفید خود به اسم شاهین‌های سبز یا شاهین‌های عربی نیز شناخته می‌شوند. همچنین این تیم عضو فیفا و کنفدراسیون فوتبال آسیا است.
از افتخارات این تیم می‌توان به ۳ عنوان قهرمانی در مسابقات جام ملت‌های آسیا در سال‌های ۱۹۸۴، ۱۹۸۸ و ۱۹۹۶، ۴ دوره حضور در جام کنفدراسیون ها و گرفتن مقام نایب قهرمانی و ۶ دوره حضور در جام جهانی فوتبال اشاره کرد. آن‌ها همچنین در اولین حضورشان در جام جهانی به سال ۱۹۹۴ در آمریکا توانستند از گروه خود (هلند، عربستان، بلژیک، مراکش) صعود نموده و در مسابقهٔ یک‌هشتم نهایی در برابر سوئد شکست خوردند.

## افتخارات

### بین‌المللی
- جام کنفدراسیون‌ها:

نایب قهرمان (۱): جام پادشاه فهد ۱۹۹۲
مقام چهارم (۱): جام کنفدراسیون‌ها ۱۹۹۹

### قاره‌ای
- جام ملت‌های آسیا:

قهرمان (۳): جام ملت‌های آسیا ۱۹۸۴، جام ملت‌های آسیا ۱۹۸۸، جام ملت‌های آسیا ۱۹۹۶
نایب قهرمان (۳): جام ملت‌های آسیا ۱۹۹۲، جام ملت‌های آسیا ۲۰۰۰، جام ملت‌های آسیا ۲۰۰۷
- فوتبال در بازی‌های آسیایی

مدال نقره (۱): ۱۹۸۶
مدال برنز (۱۱): ۱۹۸۲

### منطقه‌ای
- جام ملت‌های خلیج فارس:

قهرمان (۳): ۱۹۹۴، ۲۰۰۲، ۲۰۰۳
نایب قهرمان (۷): ۱۹۷۲, ۱۹۷۴, ۱۹۹۸, ۲۰۰۹, ۲۰۱۰، ۲۰۱۴، ۲۰۱۹
مقام سوم (۷): ۱۹۷۰, ۱۹۷۹, ۱۹۸۴, ۱۹۸۶, ۱۹۸۸, ۱۹۹۲, ۱۹۹۶
- جام کشورهای عربی:

قهرمان (۲): ۱۹۹۸, ۲۰۰۲
نایب قهرمان (۱): ۱۹۹۲
مقام سوم (۱): ۱۹۸۵
- بازی‌های پان عرب:

مدال نقره (۱): ۱۹۷۶
مدال برنز (۱): ۲۰۰۷

### سایر
- جام ملت‌های آفریقا–آسیا:

نایب قهرمان (۲): ۱۹۸۵، ۱۹۹۷
- بازی‌های همبستگی اسلامی ۲۰۰۵

مدال طلا (۱): بازی‌های همبستگی اسلامی ۲۰۰۵

## آمار و ارقام
الگو:اصلی عربستان جام جهانی فوتبال
| سال          | دور           | مقام          | بازی‌ها        | پیروزی        | تساوی         | شکست          | گل زده        | گل خورده      |
| ------------ | ------------- | ------------- | ------------- | ------------- | ------------- | ------------- | ------------- | ------------- |
| ۱۹۳۰–۱۹۵۴    | عضو فیفا نبود | عضو فیفا نبود | عضو فیفا نبود | عضو فیفا نبود | عضو فیفا نبود | عضو فیفا نبود | عضو فیفا نبود | عضو فیفا نبود |
| ۱۹۵۸–۱۹۷۴    | شرکت نکرد     | شرکت نکرد     | شرکت نکرد     | شرکت نکرد     | شرکت نکرد     | شرکت نکرد     | شرکت نکرد     | شرکت نکرد     |
| ۱۹۷۸ تا ۱۹۹۰ | راه نیافت     | راه نیافت     | راه نیافت     | راه نیافت     | راه نیافت     | راه نیافت     | راه نیافت     | راه نیافت     |
| ۱۹۹۴         | یک‌هشتم نهایی  | ۱۲            | ۴             | ۲             | ۰             | ۲             | ۵             | ۶             |
| ۱۹۹۸         | مرحلهٔ گروهی   | ۲۸            | ۳             | ۰             | ۱             | ۲             | ۲             | ۷             |
| ۲۰۰۲         | مرحلهٔ گروهی   | ۳۲            | ۳             | ۰             | ۰             | ۳             | ۰             | ۱۲            |
| ۲۰۰۶         | مرحلهٔ گروهی   | ۲۸            | ۳             | ۰             | ۱             | ۲             | ۲             | ۷             |
| ۲۰۱۰ و ۲۰۱۴  | راه نیافت     | راه نیافت     | راه نیافت     | راه نیافت     | راه نیافت     | راه نیافت     | راه نیافت     | راه نیافت     |
| ۲۰۱۸         | مرحلهٔ گروهی   | مرحلهٔ گروهی   | مرحلهٔ گروهی   | مرحلهٔ گروهی   | مرحلهٔ گروهی   | مرحلهٔ گروهی   | مرحلهٔ گروهی   | مرحلهٔ گروهی   |
| ۲۰۲۲         | مرحلهٔ گروهی   | مرحلهٔ گروهی   | مرحلهٔ گروهی   | مرحلهٔ گروهی   | مرحلهٔ گروهی   | مرحلهٔ گروهی   | مرحلهٔ گروهی   | مرحلهٔ گروهی   |
| مجموع        | یک‌هشتم نهایی  | ۶/۲۲          | ۱۶            | ۳             | ۲             | ۱۱            | ۱۱            | ۳۹            |

| جام ملت‌های آسیا | جام ملت‌های آسیا | جام ملت‌های آسیا | جام ملت‌های آسیا | جام ملت‌های آسیا | جام ملت‌های آسیا | جام ملت‌های آسیا | جام ملت‌های آسیا | جام ملت‌های آسیا |
| سال             | نتیجه           | تعداد بازی      | برد             | تساوی*          | باخت            | گل زده          | گل خورده        |                 |
| --------------- | --------------- | --------------- | --------------- | --------------- | --------------- | --------------- | --------------- | --------------- |
| ۱۹۵۶ تا ۱۹۷۲    | راه نیافت       | -               | -               | -               | -               | -               | -               |                 |
| ۱۹۷۶            | انصراف          | -               | -               | -               | -               | -               | -               |                 |
| ۱۹۸۰            | انصراف          | -               | -               | -               | -               | -               | -               |                 |
| ۱۹۸۴            | قهرمان          | ۶               | ۳               | ۳               | ۰               | ۷               | ۳               |                 |
| ۱۹۸۸            | قهرمان          | ۶               | ۳               | ۳               | ۰               | ۵               | ۱               |                 |
| ۱۹۹۲            | نایب قهرمان     | ۵               | ۲               | ۲               | ۱               | ۸               | ۳               |                 |
| ۱۹۹۶            | قهرمان          | ۶               | ۳               | ۲               | ۱               | ۱۱              | ۶               |                 |
| ۲۰۰۰            | نایب قهرمان     | ۶               | ۳               | ۱               | ۲               | ۱۱              | ۸               |                 |
| ۲۰۰۴            | مرحلهٔ گروهی     | ۳               | ۰               | ۱               | ۲               | ۳               | ۵               |                 |
| ۲۰۰۷            | نایب قهرمان     | ۶               | ۴               | ۱               | ۱               | ۱۲              | ۶               |                 |
| ۲۰۱۱            | مرحلهٔ گروهی     | ۳               | ۰               | ۰               | ۳               | ۱               | ۸               |                 |
| ۲۰۱۵            | مرحلهٔ گروهی     | ۳               | ۱               | ۰               | ۲               | ۵               | ۵               |                 |
| ۲۰۱۹            | یک‌هشتم نهایی    | ۴               | ۲               | ۰               | ۲               | ۶               | ۳               |                 |
| مجموع           | ۱۱/۱۸           | ۴۸              | ۲۱              | ۱۳              | ۱۴              | ۶۹              | ۴۸              |                 |

| جام کنفدراسیون‌ها | جام کنفدراسیون‌ها | جام کنفدراسیون‌ها | جام کنفدراسیون‌ها | جام کنفدراسیون‌ها | جام کنفدراسیون‌ها | جام کنفدراسیون‌ها | جام کنفدراسیون‌ها | جام کنفدراسیون‌ها | جام کنفدراسیون‌ها |
| سال              | دور              | مقام             | تعداد بازی       | برد              | تساوی *          | باخت             | گل زده           | گل خورده         | Squad            |
| ---------------- | ---------------- | ---------------- | ---------------- | ---------------- | ---------------- | ---------------- | ---------------- | ---------------- | ---------------- |
| ۱۹۹۲             | نایب قهرمان      | دوم              | ۲                | ۱                | ۰                | ۱                | ۴                | ۳                | Squad            |
| ۱۹۹۵             | مرحلهٔ گروهی      | ۵اُم              | ۲                | ۰                | ۰                | ۲                | ۰                | ۴                | Squad            |
| ۱۹۹۷             | مرحلهٔ گروهی      | ۷ام              | ۳                | ۱                | ۰                | ۲                | ۱                | ۸                | Squad            |
| ۱۹۹۹             | ۴اُم              | ۴ام              | ۵                | ۱                | ۱                | ۳                | ۸                | ۱۶               | Squad            |
| ۲۰۰۱             | راه نیافت        | راه نیافت        | راه نیافت        | راه نیافت        | راه نیافت        | راه نیافت        | راه نیافت        | راه نیافت        | راه نیافت        |
| ۲۰۰۳             | راه نیافت        | راه نیافت        | راه نیافت        | راه نیافت        | راه نیافت        | راه نیافت        | راه نیافت        | راه نیافت        | راه نیافت        |
| ۲۰۰۵             | راه نیافت        | راه نیافت        | راه نیافت        | راه نیافت        | راه نیافت        | راه نیافت        | راه نیافت        | راه نیافت        | راه نیافت        |
| ۲۰۰۹             | راه نیافت        | راه نیافت        | راه نیافت        | راه نیافت        | راه نیافت        | راه نیافت        | راه نیافت        | راه نیافت        | راه نیافت        |
| ۲۰۱۳             | راه نیافت        | راه نیافت        | راه نیافت        | راه نیافت        | راه نیافت        | راه نیافت        | راه نیافت        | راه نیافت        | راه نیافت        |
| ۲۰۱۷             | راه نیافت        | راه نیافت        | راه نیافت        | راه نیافت        | راه نیافت        | راه نیافت        | راه نیافت        | راه نیافت        | راه نیافت        |
| ۲۰۲۱             | انجام نشده       | انجام نشده       | انجام نشده       | انجام نشده       | انجام نشده       | انجام نشده       | انجام نشده       | انجام نشده       | انجام نشده       |
| مجموع            | نایب قهرمان      | ۴/۱۱             | ۱۲               | ۳                | ۱                | ۸                | ۱۳               | ۳۱               | -                |

| ۱۹۷۰ | مقام سوم    |
| ۱۹۷۲ | نایب قهرمان |
| ۱۹۷۴ | نایب قهرمان |
| ۱۹۷۶ | مقام پنجم   |
| ۱۹۷۹ | مقام سوم    |
| ۱۹۸۲ | مقام چهارم  |
| ۱۹۸۴ | مقام سوم    |
| ۱۹۸۶ | مقام سوم    |
| ۱۹۸۸ | مقام سوم    |
| ۱۹۹۰ | انصراف      |
| ۱۹۹۲ | مقام سوم    |
| ۱۹۹۴ | قهرمان      |
| ۱۹۹۶ | مقام سوم    |
| ۱۹۹۸ | نایب قهرمان |
| ۲۰۰۲ | قهرمان      |
| ۲۰۰۳ | قهرمان      |
| ۲۰۰۴ | دور اول     |
| ۲۰۰۷ | مقام سوم    |
| ۲۰۰۹ | نایب قهرمان |
| ۲۰۱۰ | نایب قهرمان |
| ۲۰۱۳ | دور اول     |
| ۲۰۱۴ | نایب قهرمان |

| \| ۱۹۶۳ تا ۱۹۶۶ \| راه نیافت \| \| ۱۹۸۵ \| مقام سوم \| \| ۱۹۸۸ \| مرحلهٔ گروهی \| \| ۱۹۹۲ \| نایب قهرمان \| \| ۱۹۹۸ \| قهرمان \| \| ۲۰۰۲ \| قهرمان \| \| ۲۰۰۹ \| لغو شد \| \| ۲۰۱۱ \| مقام جهارم \| \| ۲۰۲۱ \| مرحلهٔ گروهی \| |             |
| جام کشورهای عربی |             |
| سال | دور         |
| ۱۹۶۳ تا ۱۹۶۶ | راه نیافت   |
| ۱۹۸۵ | مقام سوم    |
| ۱۹۸۸ | مرحلهٔ گروهی |
| ۱۹۹۲ | نایب قهرمان |
| ۱۹۹۸ | قهرمان      |
| ۲۰۰۲ | قهرمان      |
| ۲۰۰۹ | لغو شد      |
| ۲۰۱۱ | مقام جهارم  |
| ۲۰۲۱ | مرحلهٔ گروهی |

### مسابقات فوتبال غرب آسیا
| سال   | دور         | بازی‌ها | پیروزی | تساوی | شکست | گل زده | گل خورده |
| ----- | ----------- | ------ | ------ | ----- | ---- | ------ | -------- |
| ۲۰۰۰  | شرکت نکرد   |        |        |       |      |        |          |
| ۲۰۰۲  | شرکت نکرد   |        |        |       |      |        |          |
| ۲۰۰۴  | شرکت نکرد   |        |        |       |      |        |          |
| ۲۰۰۷  | شرکت نکرد   |        |        |       |      |        |          |
| ۲۰۰۸  | شرکت نکرد   |        |        |       |      |        |          |
| ۲۰۱۰  | شرکت نکرد   |        |        |       |      |        |          |
| ۲۰۱۲  | مرحلهٔ گروهی | ۳      | ۱      | ۱     | ۱    | ۱      | ۱        |
| ۲۰۱۴  | مرحلهٔ گروهی | ۲      | ۰      | ۱     | ۱    | ۱      | ۴        |
| ۲۰۱۹  | مرحلهٔ گروهی | ۳      | ۰      | ۱     | ۲    | ۱      | ۵        |
| مجموع | ۳/۹         | ۸      | ۱      | ۳     | ۴    | ۳      | ۱۰       |

### بازی‌های پان عرب
| بازی‌های پان عرب | بازی‌های پان عرب | بازی‌های پان عرب | بازی‌های پان عرب | بازی‌های پان عرب | بازی‌های پان عرب | بازی‌های پان عرب | بازی‌های پان عرب | بازی‌های پان عرب |
| سال             | نتیجه           | تعداد بازی      | برد             | تساوی           | باخت            | گل زده          | گل خورده        |                 |
| --------------- | --------------- | --------------- | --------------- | --------------- | --------------- | --------------- | --------------- | --------------- |
| ۱۹۵۳            | شرکت نکرد       | شرکت نکرد       | شرکت نکرد       | شرکت نکرد       | شرکت نکرد       | شرکت نکرد       | شرکت نکرد       |                 |
| ۱۹۵۷            | مرحلهٔ گروهی     | ۳               | ۱               | ۱               | ۱               | ۴               | ۳               |                 |
| ۱۹۶۱            | Round robin     | ۵               | ۱               | ۰               | ۴               | ۴               | ۳۸              |                 |
| ۱۹۶۵            | شرکت نکرد       | شرکت نکرد       | شرکت نکرد       | شرکت نکرد       | شرکت نکرد       | شرکت نکرد       | شرکت نکرد       |                 |
| ۱۹۷۶            | نایب قهرمان     | ۶               | ۳               | ۱               | ۲               | ۹               | ۴               |                 |
| ۱۹۸۵            | مقام چهارم      | ۴               | ۳               | ۰               | ۱               | ۶               | ۳               |                 |
| ۱۹۹۷            | شرکت نکرد       | شرکت نکرد       | شرکت نکرد       | شرکت نکرد       | شرکت نکرد       | شرکت نکرد       | شرکت نکرد       |                 |
| ۱۹۹۹            | مرحلهٔ گروهی     | ۲               | ۰               | ۱               | ۱               | ۲               | ۳               |                 |
| ۲۰۰۷            | مقام سوم        | ۴               | ۱               | ۱               | ۲               | ۵               | ۵               |                 |
| ۲۰۱۱            | مرحلهٔ گروهی     | ۲               | ۰               | ۱               | ۱               | ۰               | ۲               |                 |
| مجموع           | ۷/۱۰            | ۲۶              | ۹               | ۵               | ۱۲              | ۳۱              | ۵۸              |                 |

## بازیکنان کنونی
این فهرست نهایی بازیکنان تیم ملی عربستان سعودی در جام ملت‌های آسیا ۲۰۲۳ است.
دروازبان ها
راغد النجار
احمد الکسار
محمد الربيعي
مدافعان
عون السلولی
علی لاجامی
فواز الصقور
علی البلیهی
محمد البریک
سعود عبدالحمید
حسان تمبکتی
حسن کادش

هافبک ها	
عید المولد
مختار علی
عبدالله الخیبری
سامی النجعی
عبدالرحمن غریب
عبدالاله المالکی
سالم الدوسری
ناصر الدوسری
محمد کنو
فهد المولد
فیصل الغامدی

مهاجمان	
فراس البریکان
صالح الشهری
عبدالله ردیف
طلال حاجی

## سرمربی‌ها
| نام               | ملیت                | مدت سرمربیگری |
| ----------------- | ------------------- | ------------- |
| عبدالرحمن فوزی    | مصر                 | ۱۹۵۷–۶۱       |
| علی چاوچ          | تونس                | ۱۹۶۷–۶۹       |
| جورج اسکینر       | انگلستان            | ۱۹۷۰          |
| محمد شیتا         | مصر                 | ۱۹۷۰–۷۲       |
| طه اسماعیل        | مصر                 | ۱۹۷۲–۷۴       |
| صالح الوحش        | مصر                 | ۱۹۷۴          |
| فرانس پوشکاش      | مجارستان            | ۱۹۷۵          |
| بیل مکگاری        | انگلستان            | ۱۹۷۶–۷۷       |
| رانی آلن          | انگلستان            | ۱۹۷۸          |
| دنی آلیسون        | انگلستان            | ۱۹۷۸          |
| دیوید وودفیلد     | انگلستان            | ۱۹۷۹          |
| روبنس مینلی       | برزیل               | ۱۹۸۰          |
| ماریو زاگالو      | برزیل               | ۱۹۸۱–۸۴       |
| خلیل الزیانی      | عربستان سعودی       | ۱۹۸۴–۸۶       |
| کارلوس کاستیلیو   | برزیل               | ۱۹۸۶          |
| اسوالدو           | برزیل               | ۱۹۸۷          |
| کارلوس گالتی      | برزیل               | ۱۹۸۸          |
| عمر بوراس         | اروگوئه             | ۱۹۸۸          |
| کارلوس پریرا      | برزیل               | ۱۹۸۸–۹۰       |
| متین تورل         | ترکیه               | ۱۹۹۰          |
| کلودینیو گارسیا   | برزیل               | ۱۹۹۰–۹۲       |
| ولوسو             | برزیل               | ۱۹۹۲          |
| نلسینیو روزا      | برزیل               | ۱۹۹۲          |
| کاندینیو          | برزیل               | ۱۹۹۳          |
| لیو بنهاکر        | هلند                | ۱۹۹۳–۹۴       |
| محمد الخراشی      | عربستان سعودی       | ۱۹۹۴          |
| ایوو ورتمن        | برزیل               | ۱۹۹۴          |
| خورخه سولاری      | آرژانتین            | ۱۹۹۴          |
| محمد الخراشی      | عربستان سعودی       | ۱۹۹۵          |
| زی ماریو          | برزیل               | ۱۹۹۵-۱۹۹۶     |
| نلو وینگادا       | پرتغال              | ۱۹۹۶-۱۹۹۷     |
| اتو فایستر        | آلمان               | ۱۹۹۸          |
| میلان ماچالا      | جمهوری چک           | ۱۹۹۹-۲۰۰۰     |
| ناصر الجوهر       | عربستان سعودی       | ۲۰۰۰          |
| اسلوبودان سانتراچ | صربستان و مونته‌نگرو | ۲۰۰۱          |
| ناصر الجوهر       | عربستان سعودی       | ۲۰۰۱-۲۰۰۲     |
| مارتین کوپمن      | هلند                | ۲۰۰۲          |
| جرارد وان درلم    | هلند                | ۲۰۰۲-۲۰۰۴     |
| ناصر الجوهر       | عربستان سعودی       | ۲۰۰۴          |
| گابریل کالدرون    | آرژانتین            | ۲۰۰۴-۲۰۰۵     |
| مارکوس پاکتا      | برزیل               | ۲۰۰۶-۲۰۰۷     |
| هلیو دوس آنجوس    | برزیل               | ۲۰۰۷-۲۰۰۸     |
| ناصر الجوهر       | عربستان سعودی       | ۲۰۰۸-۲۰۰۹     |
| ژوزه پسیرو        | پرتغال              | ۲۰۰۹-۲۰۱۱     |
| ناصر الجوهر       | عربستان سعودی       | ۲۰۱۱          |
| روجریو لورنسو     | برزیل               | ۲۰۱۱          |
| فرانک ریکارد      | هلند                | ۲۰۱۱-۲۰۱۳     |
| خوان کارو         | اسپانیا             | ۲۰۱۳-۲۰۱۴     |
| کوزمین اولاریو    | بلژیک               | ۲۰۱۴-۲۰۱۵     |
| فیصل البادن       | عربستان سعودی       | ۲۰۱۵          |
| برت فان مارویک    | هلند                | ۲۰۱۵-۲۰۱۷     |
| ادگاردو بائوسا    | آرژانتین            | ۲۰۱۷          |
| خوان پیزی         | اسپانیا             | ۲۰۱۷-۲۰۱۹     |
| یوسف عنبر         | عربستان سعودی       | ۲۰۱۹          |
| اروه رنار         | فرانسه              | ۲۰۱۹-۲۰۲۳     |
| روبرتو مانچینی    | ایتالیا             | ۲۰۲۳-۲۰۲۴     |
| اروه رنار         | فرانسه              | ۲۰۲۴-تاکنون   |

## نگارخانه

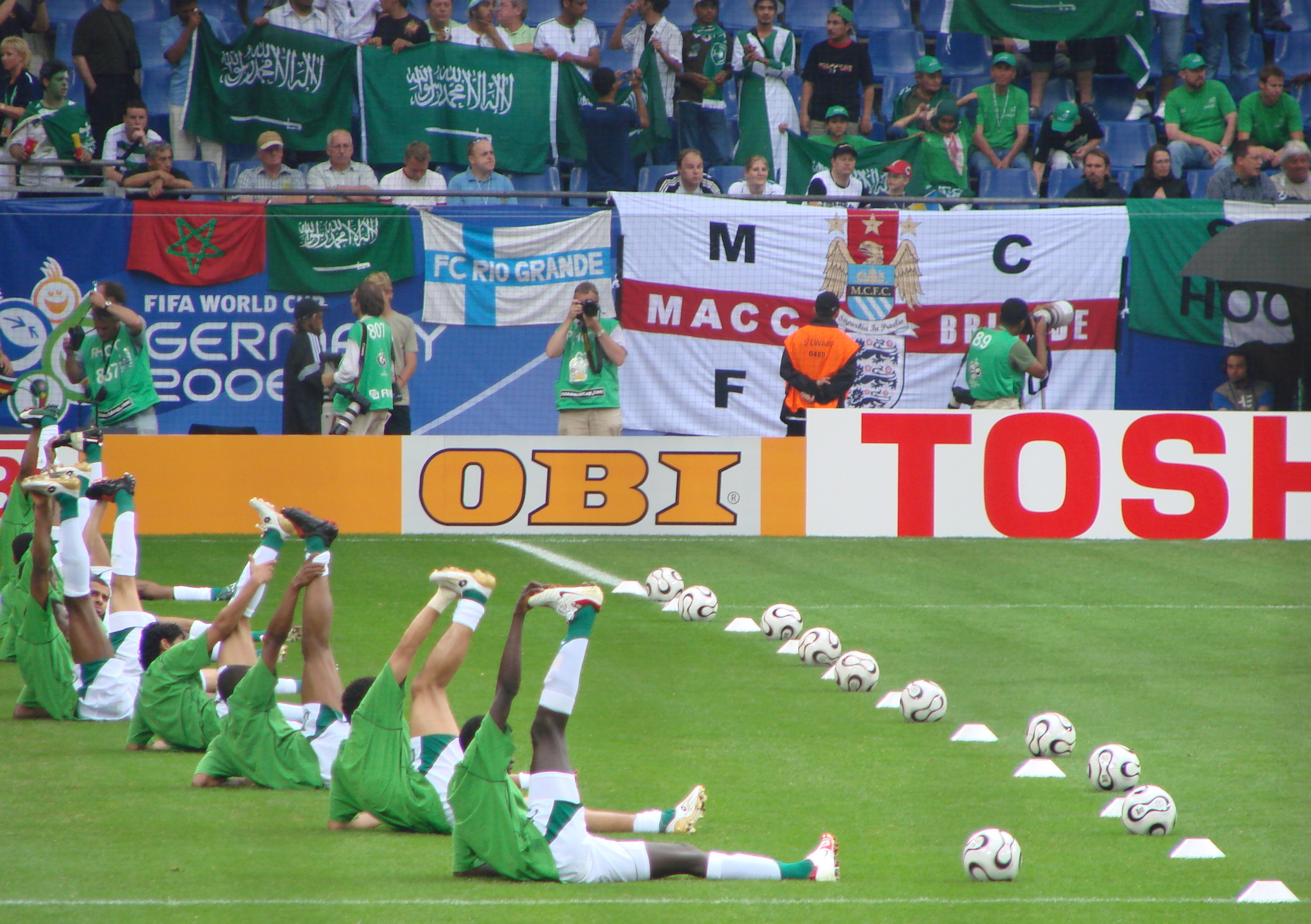
بازیکنان عربستان سعودی در جام جهانی فوتبال ۲۰۰۶.